# سیاهرگ میان‌بندی بالایی
سیاهرگ میان‌بندی بالایی (انگلیسی: Superior phrenic vein)، یعنی سیاهرگی که همراه با سرخرگ آب‌شامه‌ای‌میان‌بندی (پریکاردیوفرنیک) جریان دارد، معمولاً به سیاهرگ تَکی (ورید آزیگوس) تخلیه می‌شود.